# Šentjanž nad Dravčami
Šentjanž nad Dravčami este o localitate din comuna Vuzenica, Slovenia, cu o populație de 265 de locuitori.